# Spellbreak
Spellbreak est un jeu vidéo de bataille royale gratuit, développé et édité par Proletariat pour Microsoft Windows, PlayStation 4, Xbox One et Nintendo Switch, sorti le 3 septembre 2020.

## Développement
Le jeu est annoncé au public le 21 octobre 2018 sur les réseaux sociaux à travers des images de gameplay de la version pre-alpha. Deux périodes en bêta fermées sont organisées entre le 15 septembre 2019 et le 15 juillet 2020, avant la sortie mondiale le 3 septembre.
D'importantes mises à jour saisonnières sont diffusées jusqu'au 1er septembre 2021 où la version « 4.1 » du jeu s'impose comme la dernière disponible aux joueurs.
Le 28 juin 2022, le studio annonce dans un communiqué suspendre définitivement le développement de Spellbreak et fermer les serveurs du jeu pour début 2023. Proletariat travaille en réalité à partir de mai 2022 sur World of Warcraft, après l'acquisition du studio par Blizzard.

## Accueil
Le jeu reçoit un accueil plutôt mitigé de la part des joueurs et des médias spécialisés. Son originalité et sa direction artistique sont saluées mais ne font pas oublier son manque de contenu global, ses bugs graphiques, sa maniabilité parfois approximative ainsi que de son audio jugé « raté »,,